# Theodore Just
Theodore Just (Theodore Hartmann Just; * 23. April 1886 in Bristol; † 13. Februar 1937 in Marylebone, London) war ein britischer Mittelstreckenläufer.
1908 wurde er britischer Meister über 880 Yards.
Bei den Olympischen Spielen 1908 in London blieb er im Finale des 800-Meter-Laufs zusammen mit dem Italiener Emilio Lunghi lange dem führenden US-Amerikaner Mel Sheppard auf den Fersen, fiel dann aber auf der Zielgeraden hinter den Deutschen Hanns Braun und den Ungarn Ödön Bodor zurück und beendete das Rennen als Fünfter. Er kam auch in der olympischen Staffel auf dem 800-Meter-Teilstück zum Einsatz, schied aber mit der britischen Mannschaft in der Vorrunde aus.
Theodore Just studierte zunächst an der University of Cambridge und dann Medizin am St Bartholomew’s Hospital in London.